# العلاقات البيلاروسية الهايتية
العلاقات البيلاروسية الهايتية هي العلاقات الثنائية التي تجمع بين روسيا البيضاء وهايتي.

## مقارنة بين البلدين
هذه مقارنة عامة ومرجعية للدولتين:
| وجه المقارنة                                              | روسيا البيضاء                    | هايتي                                |
| --------------------------------------------------------- | -------------------------------- | ------------------------------------ |
| المساحة (كم2)                                             | 207.60 ألف                       | 27.75 ألف                            |
| عدد السكان (نسمة)                                         | 9.50 مليون                       | 10.98 مليون                          |
| الكثافة السكانية (ن./كم²)                                 | 45.76                            | 395.68                               |
| العاصمة                                                   | مينسك                            | بورت أو برانس                        |
| اللغة الرسمية                                             | اللغة البيلاروسية، اللغة الروسية | لغة فرنسية، اللغة الكريولية الهايتية |
| العملة                                                    | روبل بلاروسي                     | جوردة هايتية                         |
| الناتج المحلي الإجمالي (بليون دولار)                      | 54.44 مليار                      | 8.41 مليار                           |
| الناتج المحلي الإجمالي (تعادل القوة الشرائية) بليون دولار | 168.35 مليار                     | 18.82 مليار                          |
| الناتج المحلي الإجمالي الاسمي للفرد دولار أمريكي          | 5.74 ألف                         | 818                                  |
| الناتج المحلي الإجمالي للفرد دولار أمريكي                 | 18.18 ألف                        | 1.73 ألف                             |
| مؤشر التنمية البشرية                                      | 0.798                            | 0.483                                |
| رمز المكالمات الدولي                                      | +375                             | +509                                 |
| رمز الإنترنت                                              | .by، .бел                        | .ht                                  |
| المنطقة الزمنية                                           | ت ع م+03:00                      | 00                                   |

## منظمات دولية مشتركة
يشترك البلدان في عضوية مجموعة من المنظمات الدولية، منها:
| علم المنظمة | اسم المنظمة                               | تاريخ انضمام روسيا البيضاء | تاريخ انضمام هايتي |
| ----------- | ----------------------------------------- | -------------------------- | ------------------ |
|             | مؤسسة التمويل الدولية                     | 2 نوفمبر 1992              | 20 يوليو 1956      |
|             | منظمة حظر الأسلحة الكيميائية              | ?                          | ?                  |
|             | الأمم المتحدة                             | 24 أكتوبر 1945             | 24 أكتوبر 1945     |
|             | الاتحاد الدولي للاتصالات                  | 7 مايو 1947                | 10 أكتوبر 1927     |
|             | منظمة الشرطة الجنائية الدولية             | ?                          | ?                  |
|             | البنك الدولي للإنشاء والتعمير             | 10 يوليو 1992              | 8 سبتمبر 1953      |
|             | الاتحاد البريدي العالمي                   | ?                          | ?                  |
|             | المركز الدولي لتسوية المنازعات الاستشارية | 9 أغسطس 1992               | 26 نوفمبر 2009     |
|             | وكالة ضمان الاستثمار متعدد الأطراف        | 3 ديسمبر 1992              | 11 ديسمبر 1996     |
|             | يونسكو                                    | 12 مايو 1954               | 18 نوفمبر 1946     |

## وصلات خارجية
- موقع وزارة الخارجية البيلاروسية
- موقع وزارة الخارجية الهايتية